# Захаров, Владимир Юрьевич
Влади́мир Ю́рьевич Заха́ров (род. 12 мая 1967 года, Ворсма) — советский и российский певец, композитор, аранжировщик и музыкальный продюсер. Лидер группы «Рок-Острова» со времени её основания в 1986 году.

## Биография
Родился в городе Ворсма Горьковской области. Петь начал в детском саду. В школе пел на разных конкурсах и участвовал в концертах. Вдохновившись творчеством групп «Машина времени» и «Воскресение», в девятом классе с товарищами организовал свою первую музыкальную группу. Учился в музыкальной школе, но бросил учёбу по причине конфликта с преподавателем. Окончил Павловское художественное училище, имеет специальность гравёра. Первого успеха в качестве музыканта и исполнителя добился в 1986 году на первом Горьковском рок-фестивале, где только что образованная группа «Рок-Острова» стала лауреатом.
С 2000 года проживает преимущественно в Москве, хотя москвичом себя не считает. Квартиру на Северо-западе столицы, неподалёку от Тимирязевской академии, Владимир с семьёй сначала снимали, а в 2004 году выкупили на средства, полученные за «Котуйскую историю». Очень тепло отзывается о родном Нижегородском крае, проводит достаточно времени в родной Ворсме, строит там дом.

## Семья
- Первая жена — Валентина[10].
- Вторая жена (с 1990 г.) — Светлана Захарова[10].

- Дочь — Вероника Захарова (род. 1992).

## Творческая деятельность
Практически вся творческая деятельность Владимира Захарова связана с созданной им группой «Рок-Острова». Владимир является бессменным автором музыки и основным вокалистом группы.
На рубеже 90-х — 2000-х, когда группа переживала нелёгкие времена и фактически распалась, Владимир Захаров, переехав в Москву, на некоторое время отошёл от привычного танцевального стиля «Рок-Островов» и обратился к русскому шансону. В 2001 году в сотрудничестве с Вячеславом Клименковым и студией «Союз-Продакшн» был записан и выпущен сольный альбом «Город». В следующем году вышел второй альбом «Подземка», а в 2005 — альбом «Однажды». Вместе эти три альбома образуют трилогию «Город».
Однако, чёткой границы между творчеством группы «Рок-Острова» и своим сольным творчеством Владимир Захаров не проводит. На обложках сольных альбомов Владимира Захарова «Город», «Подземка» и «Ворон» вместе с его именем указывается название группы «Рок-Острова». На обложках альбомов «Позволь тебя любить» и «Лёд и пламя», которые согласно официальной дискографии являются альбомами группы «Рок-Острова», указывается Владимир Захаров, причём в обоих случаях надпись «Владимир Захаров» крупнее надписи «Рок-Острова».
В 2001–2003 годах Владимир Захаров принял участие в проекте «Котуйская история», автором которого был генеральный продюсер студии «Союз-Продакшн» Вячеслав Клименков. Несмотря на то, что из группы «Рок-Острова» в проекте принимал участие один Владимир, на обложках всех частей аудиосериала вместе с именем Ани Воробей указано название группы.

— Вы сегодня какие песни будете петь? «Рок-Островов» или сольного проекта Владимира Захарова?

— Сольный проект — всё равно это «Рок-Острова». «Рок-Острова» — это моя вторая фамилия.— Владимир Захаров
На досуге Владимир Захаров пишет электронную музыку, которую выпускает на официальном сайте. В 1997–2013 годах было записано 12 альбомов. Два из них — Without Words и Without Words II содержат глубоко переработанные электронные версии более чем двух десятков песен из предыдущих альбомов группы «Рок-Острова».
По признанию Владимира Захарова, у него имеется порядка пятисот неизданных песен.

## Продюсерская деятельность
Владимир Захаров принял непосредственное участие в создании группы «Стеклянные крылья», был бессменным композитором группы. Группа, состоявшая из двух девушек, в 1989–1991 годах выпустила три альбома. В 1991 году имел место необычный эксперимент: «Стеклянные крылья» исполнили бэк-вокальные партии в песне «Боль во мне» группы «Рок-Острова», а Владимир Захаров — в песне «В бездне мыслей» группы «Стеклянные крылья».
В 2000 году Владимир Захаров в Москве познакомил подругу своей жены, преподававшую в музыкальной школе в Ворсме, с руководством студии «Союз-Продакшн». Проводились прослушивания кандидаток на исполнение женских вокальных партий аудиосериала «Котуйская история». Голос Марины, «не похожий на остальные», понравился продюсерам, и она была утверждена, получив сценический псевдоним Аня Воробей.
Дебютный сольный альбом участника группы «Рок-Острова» Тимофея Писарева вышел под творческим руководством Владимира Захарова, который заявил себя в качестве саунд-продюсера Тимохи (сценический псевдоним Писарева).
В конце 2000-х годов Владимир Захаров являлся продюсером молодой певицы из города Сарова Ольги Сапуновой. В 2007–2008 годах было выпущено два альбома.
В 2010 году был выпущен дебютный сольный альбом дочери Владимира Захарова, Вероники.

## Сотрудничество

### С другими авторами
Помимо музыки ко многим своим песням Владимир Захаров сам писал и стихи. Однако на протяжении его творческой деятельности имели место и творческие союзы.
Поэтесса Наталья Чубарова является автором стихов некоторых песен из альбомов группы «Рок-Острова»: «По ту сторону» (6 песен, среди них — «Сирень», на которую был снят клип); «Новое и лучшее» (6 песен); «Весенний дождь» (3 песни).
Начиная с альбома «По ту сторону», Владимир Захаров тесно сотрудничает с поэтессой из города Павлово Светланой Яшуриной. Песни на её стихи присутствуют во всех студийных альбомах группы «Рок-Острова», выпущенных в 1998–2011 годах, а также во всех альбомах соло-трилогии Владимира Захарова «Город». Среди них — «Не ищи в словах моих намёков», «Я ваша тайна», «Весна по имени Светлана», «Костры».
Музыка и слова к аудиосериалам «Котуйская история» и «Непрощённые» написаны Вячеславом Клименковым — автором и исполниелем песен в жанре шансон и генеральным продюсером компании «Союз-Продакшн», который пригласил Владимира Захарова в этот проект сначала как аранжировщика, а потом уже и как исполнителя мужских вокальных партий. Музыка и стихи к части песен всех альбомов трилогии «Город» также написаны Клименковым.

### С исполнителями
В разные годы Владимир Захаров сотрудничал со многими музыкальными коллективами и исполнителями, в основном по части написания музыки. Песни Владимира Захарова присутствуют в репертуарах Димы Билана, Натальи Ветлицкой, Ольги Федотовой, Александра Маршала, группы «Мираж», Аллы Горбачёвой, Вадима Казаченко, Андрея Бандеры, группы «Тин-Тин».

### Журнал «Смена»
К некоторым своим песням Владимир Захаров брал стихотворения поэтов-любителей, публиковавшихся в начале 1990-х годов в журнале «Смена». Из этих песен был составлен альбом «Чужие стихи» группы «Рок-Острова». Некоторые стихотворения были использованы не полностью (например, в песне «Безумцы» — кроме последней строфы), в некоторых стихотворениях подверглись замене отдельные слова.

Зимой, один, дома, я записал альбом «Созерцатель» и вдвоём с Сашей Кутяновым «Чужие стихи». Стихи для этого альбома были подобраны в журнале «Аврора». Я его выписывал одно время, попадались интересные для меня стихи. Вот только авторов я не знаю, не записал. Про авторские права тогда мы не знали, да и не думали.— Владимир Захаров
Песни на стихи из «Смены» есть и в других альбомах. Для песни «Тихо» из альбома «Горе не беда» были использованы два стихотворения одного автора. Группа «Стеклянные крылья» — продюсерский проект Владимира Захарова — также имела в своём репертуаре минимум одну песню на стихи из этого журнала.
| Песни, в которых были использованы стихи из журнала «Смена» | Песни, в которых были использованы стихи из журнала «Смена» | Песни, в которых были использованы стихи из журнала «Смена» | Песни, в которых были использованы стихи из журнала «Смена» | Песни, в которых были использованы стихи из журнала «Смена» |
| №                                                           | Название песни                                              | Автор стихов                                                |                                                             |                                                             |
| Рок-Острова «Чужие стихи» (1990)                            | Рок-Острова «Чужие стихи» (1990)                            | Рок-Острова «Чужие стихи» (1990)                            | Рок-Острова «Чужие стихи» (1990)                            |                                                             |
| ----------------------------------------------------------- | ----------------------------------------------------------- | ----------------------------------------------------------- | ----------------------------------------------------------- | ----------------------------------------------------------- |
| 1                                                           | Чур, меня, Родина, чур                                      | Леонид Пузин                                                | [ 32 ]                                                      |                                                             |
| 2                                                           | Стоять в кругу невидимых стволов                            | Вячеслав Попов                                              | [ 32 ]                                                      |                                                             |
| 3                                                           | Когда под утро стихнул снег                                 | Максим Трудолюбов                                           | [ 33 ]                                                      |                                                             |
| 4                                                           | Куда несёт нас конь крылатый                                | н/д                                                         |                                                             |                                                             |
| 5                                                           | Не ровен час                                                | Евгений Волков                                              | [ 34 ]                                                      |                                                             |
| 6                                                           | Безумцы                                                     | Олеся Николаева                                             | [ 35 ]                                                      |                                                             |
| 7                                                           | Я дней не тороплю                                           | Евгений Волков                                              | [ 36 ]                                                      |                                                             |
| 8                                                           | Бледный пленник                                             | Андрей Силаев                                               | [ 32 ]                                                      |                                                             |
| 9                                                           | Смотри                                                      | Елена Орлова                                                | [ 37 ]                                                      |                                                             |
| 10                                                          | Открытая книга                                              | Евгений Волков                                              | [ 38 ]                                                      |                                                             |
| 11                                                          | Оторвись от…                                                | Юлия Сеньчукова                                             | [ 39 ]                                                      |                                                             |
| 12                                                          | А снег слепит глаза                                         | Сергей Миляев                                               | [ 40 ]                                                      |                                                             |
| 13                                                          | Растаявший пролог                                           | Ирина Путяева                                               | [ 41 ]                                                      |                                                             |
| 14                                                          | Виновен                                                     | Елена Кузьмина                                              | [ 42 ]                                                      |                                                             |
| 15                                                          | Твои пальцы                                                 | Елена Кузьмина                                              | [ 43 ]                                                      |                                                             |
| 16                                                          | В отличие                                                   | Артур Доля                                                  | [ 44 ]                                                      |                                                             |
| Рок-Острова «Горе не беда» (1992)                           |                                                             |                                                             |                                                             |                                                             |
| 9                                                           | Тихо                                                        | Ирина Путяева                                               | [ 45 ]                                                      |                                                             |
| Стеклянные крылья «Осень» (1990)                            |                                                             |                                                             |                                                             |                                                             |
| 7                                                           | Стрекоза                                                    | Анна Гедымин                                                | [ 46 ]                                                      |                                                             |

## Дискография
| - 1997 — Scream - 1998 — Phosphorus - 1999 — Ethereal Dreams - 2002 — Radiowaves - 2003 — Sonar - 2005 — Humanoid - 2008 — Arpejiators - 2009 — Summer Dreams - 2009 — Immersing - 2010 — Without Words - 2012 — Without Words II - 2013 — Wherever - 2014 — Caustic Music - 2015 — Night Fires - 2017 — Without Words III - 2018 — Scream - 2018 — Serpentine Our - 2019 — Palms & Moon - 2020 — Atlantic - 2023 — Snow - 2024 — Attraction Force | - 2001 — Город - 2002 — Подземка - 2005 — Однажды - 2003 — Ворон - 2015 — Я вернусь... - 2017 — Песни о войне - 2019 — Я тебя спою |

## Награды и премии
- 2009 — Шансон года
- 2010 — Шансон года

## Комментарии
1. ↑  Здесь, и ещё в нескольких интервью Владимир Захаров путает название журнала.
2. ↑  Сборник песен из аудиосериалов «Котуйская история» и «Непрощённые».